# Gethin Jenkins
Pour les articles homonymes, voir Jenkins.

a Compétitions nationales et continentales officielles uniquement.

b Matchs officiels uniquement.
Dernière mise à jour le 14 février 2023.
Gethin Jenkins, né le 17 novembre 1980 à Llantwit Fardre, au pays de Galles, est un joueur international gallois et entraîneur de rugby à XV. Il joue au poste de pilier.

## Biographie

### Joueur de rugby à XV
Gethin Jenkins commence à jouer au rugby à XV à l'âge de 13 ans à l'école de rugby de Beddau RFC, qui se trouve à Pontypridd. Il est alors positionné au poste de troisième ligne aile. 
À l'âge de 15 ans, il intègre la première ligne. Il joue comme jeune joueur pour Pontypridd puis plus tard pour l'équipe première de Pontypridd, enfin pour les Celtic Warriors avant de signer aux Cardiff Blues. Il est capable de jouer pilier droit ou pilier gauche, fait intéressant pour un entraîneur.
Jenkins débute avec le pays de Galles contre la Roumanie en 2003, il atteint très vite 31 sélections et participe à la Coupe du monde de rugby 2003, ainsi qu'aux Tournois des Six Nations 2003, 2004 et 2005. Lors de ce dernier Tournoi, son influence dans la conquête du Grand Chelem est considérable. Il marque ainsi un essai contre l'Irlande.
Il est retenu dans l'effectif des Lions pour la tournée 2005 en Nouvelle-Zélande. Il y dispute les trois test matchs contre les All Blacks qui se soldent par trois défaites.
Après avoir évolué lors de la saison 2012-2013 au RC Toulon, il retourne la saison suivante au Cardiff Blues.
En mars 2014, après avoir égalé le record de 104 sélections sous le maillot gallois de l'ouvreur Stephen Jones lors du match du Tournoi face à l'Irlande, il bat ce record lors du match suivant face à l'Écosse,.
En octobre 2018, il prend sa retraite de joueur professionnel à l'âge de trente-sept ans, après avoir subi de nombreuses blessures au genou droit. Il est alors le joueur gallois le plus capé de l'histoire lorsqu'il se retire, avant qu'Alun Wyn Jones ne le dépasse en septembre 2019.

### Entraîneur
Peu de temps après, il rejoint le club de Cardiff RFC en tant qu'entraîneur de la défense.
Par la suite, après avoir été notamment l'entraîneur de la défense des moins de 20 ans du Pays de Galles, il rejoint ensuite le staff de Wayne Pivac et donc la sélection galloise à l'automne 2020. En amont du Tournoi des Six Nations 2021, il devient entraîneur de la défense à temps plein.

## Statistiques internationales
Gethin Jenkins compte 129 sélections avec le pays de Galles, dont 93 en tant que titulaire. Il inscrit vingt points (quatre essais). Il obtient sa première sélection le 1er novembre 2002 à Wrexham contre la Roumanie.
Il a participé à treize éditions du Tournoi des Six Nations, en 2003, 2004, 2005, 2006, 2007, 2008, 2009, 2010, 2012, 2013, 2014, 2015 et 2016. Il totalise ainsi 56 rencontres dans le Tournoi et inscrit un essai. 
Il a participé à quatre éditions de la Coupe du monde, en 2003 où il joue face au Canada, aux Tonga, à l'Italie, à la Nouvelle-Zélande et à l'Angleterre, en 2007, face au Canada, à l'Australie, au Japon et aux Fidji, en 2011, disputant six rencontres, face aux Samoa, à la Namibie, les Fidji, à l'Irlande, à la France et à l'Australie, enfin en 2015, où il joue contre l'Angleterre, les Fidji et l'Afrique du Sud.
Il compte également cinq sélections avec les Lions britanniques et irlandais : trois lors de la tournée 2005 en Nouvelle-Zélande, où il dispute un total de sept rencontres et inscrit un essai, et deux lors de la tournée 2009 en Afrique du Sud où il joue quatre matches.

## Palmarès

### En club
- Cardiff Blues
  - Vainqueur du Challenge européen en 2010 et 2018

- RC Toulon
  - Vainqueur de la Coupe d'Europe en 2013.
  - Finaliste du Championnat de France en 2013

### En sélection nationale
- Pays de Galles
  - Vainqueur du Tournoi des Six Nations en 2005 (Grand Chelem), 2008 (Grand Chelem), 2012 (Grand Chelem) et 2013